# Swarthoull Old Schoolhouse
Das Swarthoull Old Schoolhouse, auch Swart Houll School, ist ein ehemaliges Schulgebäude auf der schottischen Shetlandinsel Bressay. 1993 wurde die Anlage in die schottischen Denkmallisten in der Kategorie C aufgenommen.

## Beschreibung
In diesem Gebäude war in früheren Zeiten die Schule von Bressay untergebracht. Es wurde um 1820 errichtet und war bis ins frühe 20. Jahrhundert in Benutzung. Es besteht aus dem zweistöckigen Hauptgebäude mit drei vertikalen Fensterachsen, an das im Osten ein einstöckiger Anbau mit zwei Fensterachsen angrenzt. Das Trockenmauerwerk besteht aus Bruchstein, der aus dem Sandstein der Insel besteht. Die Fensteröffnungen sind mit Quadersteinfaschen abgesetzt. Es sitzt ein Satteldach auf, welches jedoch 1996 als eingestürzt beschrieben wurde. Der Eingang ist mittig an der Südseite zu finden. Auf der gegenüberliegenden Gebäudeseite sind zwei Fenster links der Fassadenmitte verbaut. Ebenerdig befindet sich eine zugemauerte Türe. Die Giebelflächen in Ost- und Westrichtung sind schmucklos. Der Innenraum ist ausgebrannt. Das Gebäude wird von einer Bruchsteinmauer umfriedet.